# 150.ª Brigada Mixta
La 150.ª Brigada Mixta fue una unidad del Ejército Popular de la República creada durante la Guerra Civil Española. Situada en el frente de Madrid, no tuvo un papel relevante a lo largo de la contienda.

## Historial
La unidad fue creada el 11 de junio de 1937 en Madrid con batallones procedentes de las brigadas mixtas 7.ª, 43.ª, 67.ª y 75.ª, recibiendo inicialmente de Brigada Mixta «A». Recibió su numeración definitiva tras la batalla de Brunete, que con anterioridad había utilizado una brigada internacional. El comandante inicial de la brigada fue el comandante de infantería Ángel Roig Jorquera, que poco tiempo después sería sustituido por el mayor de milicias Eduardo Zamora Conde. La jefatura de Estado Mayor recayó en el capitán de milicias Miguel Soto Añibarro, mientras que Francisco Ortuño era el comisario político. Durante la contienda la brigada estuvo asignada a las divisiones 13.ª y 18.ª, permaneciendo situada en el tranquilo frente de Madrid. A comienzos de febrero de 1939  se encontraba guarneciendo lla carretera de Pozuelo a Torres y el camino de Campo Real a Torres, en el sector de Corpa, situada enfrente de la 13.ª División franquista.

## Mandos
Comandantes
- Comandante de infantería Ángel Roig Jorquera;
- Mayor de milicias Eduardo Zamora Conde;
- Mayor de milicias Vicente Ibars Ronda;

Comisarios
- Óscar Sánchez Gil, del Partido Sindicalista/CNT;[3]